# Заманкул (село)
Заманку́л (осет. Заманхъул) — село в Правобережном районе Республики Северная Осетия — Алания.
Административный центр муниципального образования «Заманкульское сельское поселение».

## География
Селение расположено у южного подножия Кабардино-Сунженского хребта, по обоим берегам одноимённой речки Заманкул. Находится в 20 км к северо-западу от районного центра — Беслан и в 42 км от города Владикавказ.

## Этимология
Недалеко от села было расположено Заманкульское озеро (с тюрк. «яман-кёль» — «плохое озеро), которое и дало название населённому пункту. Первоначальное название села — Бердово.

## История
Ранее здесь находились скифские кочевья и аланские городища. Одно из них на северной окраине села, давно привлекает археологов, которые нашли здесь даже остатки водопровода из керамических труб.
После завоевания Кавказа монголо-татарами, урочище Заманкул служило местом пребывания некоторых золотоордынских ханов. А впоследствии здесь кочевали ногайцы, вытесненные со временем кабардинцами.
Современное селение Заманкул было основано в 1835 году осетинами. Основоположником был Берд Кусов и первоначально селение носило его имя — Бердово (осет. Бердыхъæу — дословно «селение Берда»).

## Население
| 2002  | 2010  | 2011  | 2012  | 2013  | 2014  | 2015  |
| ----- | ----- | ----- | ----- | ----- | ----- | ----- |
| 1892  | ↘1793 | ↘1790 | ↘1786 | ↘1780 | ↘1755 | ↗1758 |
| 2016  | 2017  | 2018  | 2019  | 2020  | 2021  | 2023  |
| ↘1754 | ↘1749 | ↘1738 | ↘1731 | ↗1743 | ↘1725 | ↘1724 |
| 2024  | 2025  |       |       |       |       |       |
| ↘1713 | ↘1705 |       |       |       |       |       |

Национальный состав
По данным Всероссийской переписи населения 2010 года:
| № | Национальность      | Численность, чел. | Доля   |
| - | ------------------- | ----------------- | ------ |
| 1 | осетины             | 1 710             | 95,3 % |
| 2 | русские             | 28                | 1,6 %  |
| 3 | грузины             | 27                | 1,5 %  |
| 4 | другие / не указано | 28                | 1,6 %  |

## Религия
- История мечети

Строительство мечети началось в 1913 году, и построили её мастера из сирийского города Дамаск. А строили ее на средства заманкульских жителей совершивших «хадж». Строительство завершили в 1915. В 1946 году, по решению Ельмарзы Кусова, был разрушен минарет. При мечети действовала двух-классовая школа, где сельские дети, как мальчики, так и девочки, обучались чтению Корана. По окончанию обучения выпускники читали Коран на арабском языке. «Нынешнее состояние –
Храм находится в разрушенном состоянии. Мечеть нуждается практически в полной реконструкции».
- Адрес: ул. Ленина, 66

## Известные уроженцы
- Бацазов Юрий Азмадиевич (1941–2024) — оперный певец (баритон), заслуженный артист РСФСР и народный артист РФ.
- Сабаткоев Рамазан Батырович (1930–2016) — учёный-методист, доктор педагогических наук, профессор.
- Цомартов Афако Кайтикоевич (1925–1973) — старший плавильщик завода «Электроцинк», герой Социалистического Труда.

Военные
- Дзусов Ибрагим Магометович (1905–1980) — герой Советского Союза, генерал-майор.
- Кусов Инал Тегоевич (1847–1918) — российский военачальник, генерал-лейтенант.

Писатели
- Муртазов Борис Алхастович (1917–1996) — осетинский поэт, член Союза писателей, лауреат премии им. Коста Хетагурова.
- Цомартов Изатбек Рамазанович (1942) — осетинский писатель и журналист, заместитель председателя Союза писателей РСО–А.
- Чеджемов Ахсар Закаряевич (1937–2010) — народный поэт РСО-Алания, журналист, поэт-песенник, лауреат премии Коста Хетагурова.

Представители власти
- Кусов Таймураз Эльмурзаевич (1947) — государственный и научный деятель Северной Осетии, кандидат экономических наук.
- Сидаков Юрий Султанович (1937–2007) — председатель комиссии по правам человека, депутат Верховного Совета РСО-Алания.

Спортсмены
- Бацазов Руслан Алинбекович (1990) — мастер спорта международного класса по джиу-джитсу.

## Топографические карты
- Лист карты K-38-17 Терек. Масштаб: 1 : 100 000. Состояние местности на 1983 год. Издание 1988 г.